# 清水馨
清水 馨（しみず かおり、1964年1月19日 - ）は、日本の舞台女優。東京都出身。文学座所属。

## 出演作品

### テレビ
- 遺留捜査
- さよならママ
- 月のかたち
- 弁護士の秘密
- 武蔵坊弁慶（雑仕女）

### 映画
- 愛しき日々よ（若い妻）
- 釣りバカ日誌19 ようこそ!鈴木建設御一行様

### 吹き替え
- ER緊急救命室
  - シーズンⅦ #14（クリスティー・ラーキン〈ミーガン・フォローズ〉）
  - シーズンⅧ #4（メラニー）、#9（カレン〈トレイシー・マッカビン〉）
  - シーズンⅧ・Ⅸ（ロビン・ターナー〈ハイジ・スウェドバーグ〉）
  - シーズンⅩⅡ #1（ステイシー〈モーリーン・マルドゥーン〉）
- IT ※NHK-BS2版
- キリング・ミー・ソフトリー（アリス）
- クリスマス・マジック プレゼントはお天気マシーン
- チェオクの剣（マ・チュクチの妻）
- デスパレートな妻たち6
- 名探偵モンク

### 舞台
1982年
- 初舞台『伊豆の踊子』読売ホール

1983年
- 『冬の花　悠子』(三越劇場)

1984年
- 『マリウス』(文学座本公演)東横劇場

1985年
- 『無法松の一生』(五月の会)中日劇場

1986年
- 『夢夢しい女たち』(本公演)俳優座劇場

1987年
- 『遊女夕霧』(本公演)三越劇場

1989年
- 『春のめざめ』(文学座アトリエ公演)

1990年
- 『鶴入鶴次郎・一本刀土俵入り』(梅田コマ)
- 『出雲の阿国』(本公演)三越劇場

1991年
- 『ふるあめりかに袖はぬらさじ』(本公演)サンシャイン劇場

1992年
- 『唐人お吉ものがたり』(本公演)三越劇場

1993年
- 『好色一代女』(本公演)三越劇場
- 『天守物語』(大阪ドラマシティ)

1994年
- 『恋ぶみ屋一葉』(松竹)新橋演舞場

1995年
- 『リチャード三世』(松竹)銀座セゾン劇場

1996年
- 『女の一生』(本公演)三越劇場

2001年
- 『阿蘭陀影繪』(本公演)三越劇場

2002年
- 『次男坊鴉／暴れん坊将軍』御園座

2004年
- 『銭形平次』明治座

2006年
- 『弁慶』新宿コマ劇場

2008年
- 『長崎ぶらぶら節』(本公演)東京芸術劇場

2009年
- 『長崎ぶらぶら節』御園座
- 『豊志賀』(劇団若獅子)三越劇場

2011年
- 『美しきものの伝説』（本公演）紀伊國屋サザンシアター
- 『王将』（劇団若獅子）三越劇場